# Міст Семюеля Беккета
Міст Семюеля Беккета (ірл. Droichead Samuel Beckett, англ. Samuel Beckett Bridge) — вантовий міст, який з’єднує північний і південний береги річки Ліффі у Дубліні. Розташований у східній частині ірландської столиці, в районі Docklands. Названий на честь ірландського письменника Семюеля Беккета. Спроектований іспанським архітектором Сантьяго Калатравой. Це другий міст цього архітектора у Дубліні. Перший міст — Джеймса Джойса — розташований вище за течією Ліффі.
Довжина мосту — 123 м, висота — 48 м. Міст тримається на 31 вантах і здатний повертатись на 90 градусів, відкриваючи шлях судам, що проходять по річці. Це забезпечується вбудованим в основу пілона ротаційним механізмом. Міст розділено на автомобільну смугу, велодоріжку та пішохідну зону.
Будівництво мосту почалось у 2007 році. Кошторисна вартість проекту спочатку оцінювалась в 11 мільйонів євро, але з часом зросла до 60 мільйонів. Збірка здійснювалась у Роттердамі на підприємстві, яке свого часу займалось виготовленням сталевих конструкцій Лондонського ока. Міст було перевезено до Ірландії у травні 2009 року.
Для пішоходів міст було відкрито 10 грудня 2009 року. У церемонії брав участь лорд-мер Дубліна Емер Костелло, також були присутні родичі Беккета, відомий театральний і кіноактер Баррі Макговерн і поет Шеймас Гіні.
В майбутньому по мосту Семюеля Беккета планувалось прокласти трамвайну лінію, але у 2013 році з цією метою було розпочато будівництво іншого мосту (Rosie Hackett Bridge).
Міст зовні схожий на арфу — політичний символ Ірландії (див. герб Ірландії).

## Галерея

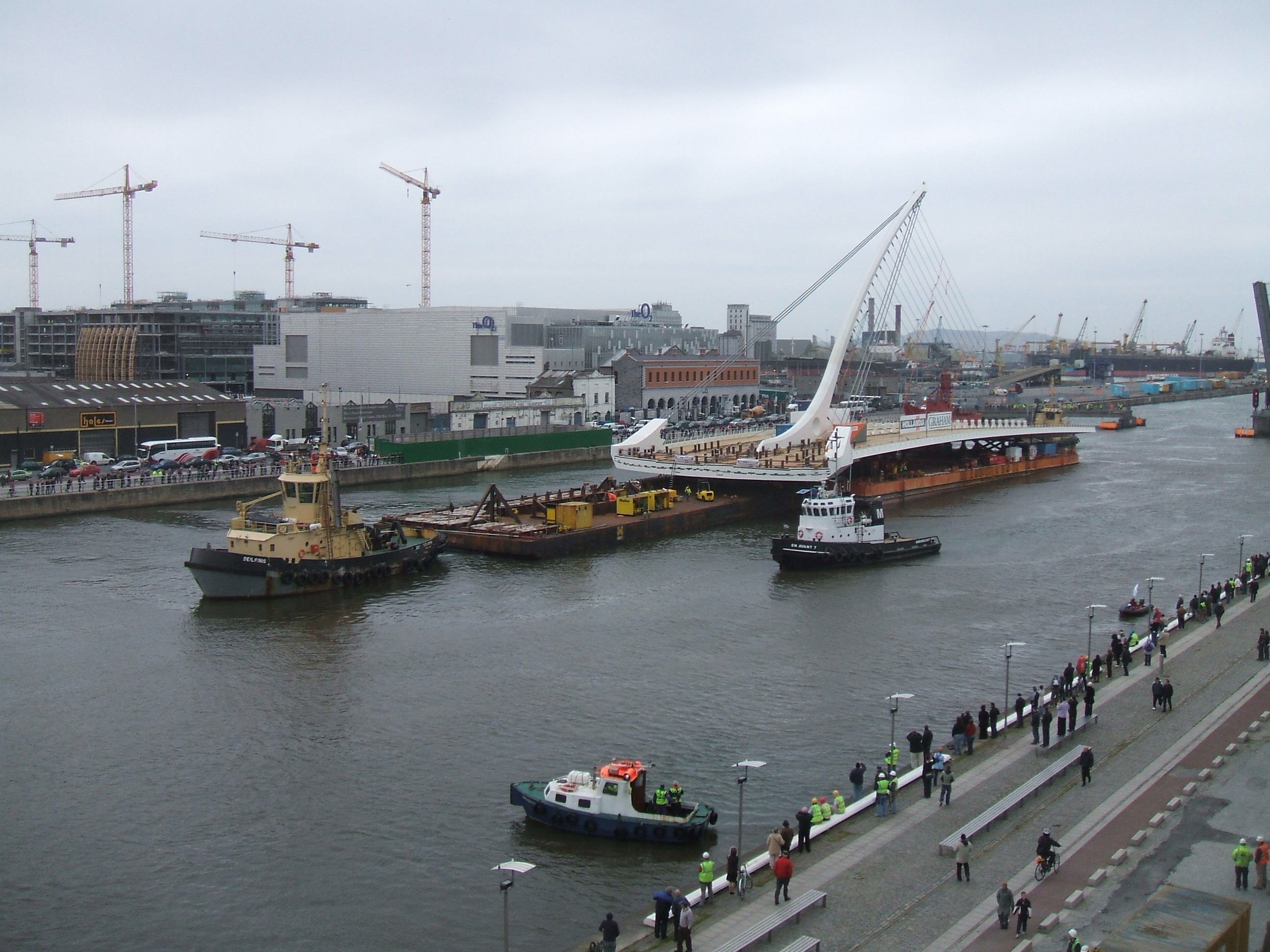
Транспортування мосту по річці Ліффі (13 травня 2009)
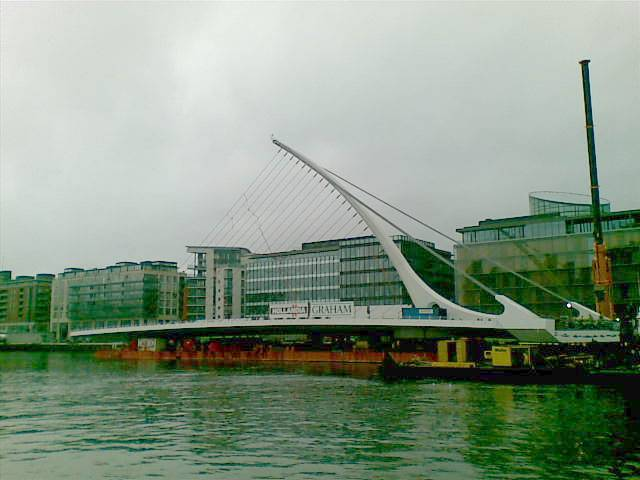
Пришвартований міст перед монтуванням (17 травня 2009)
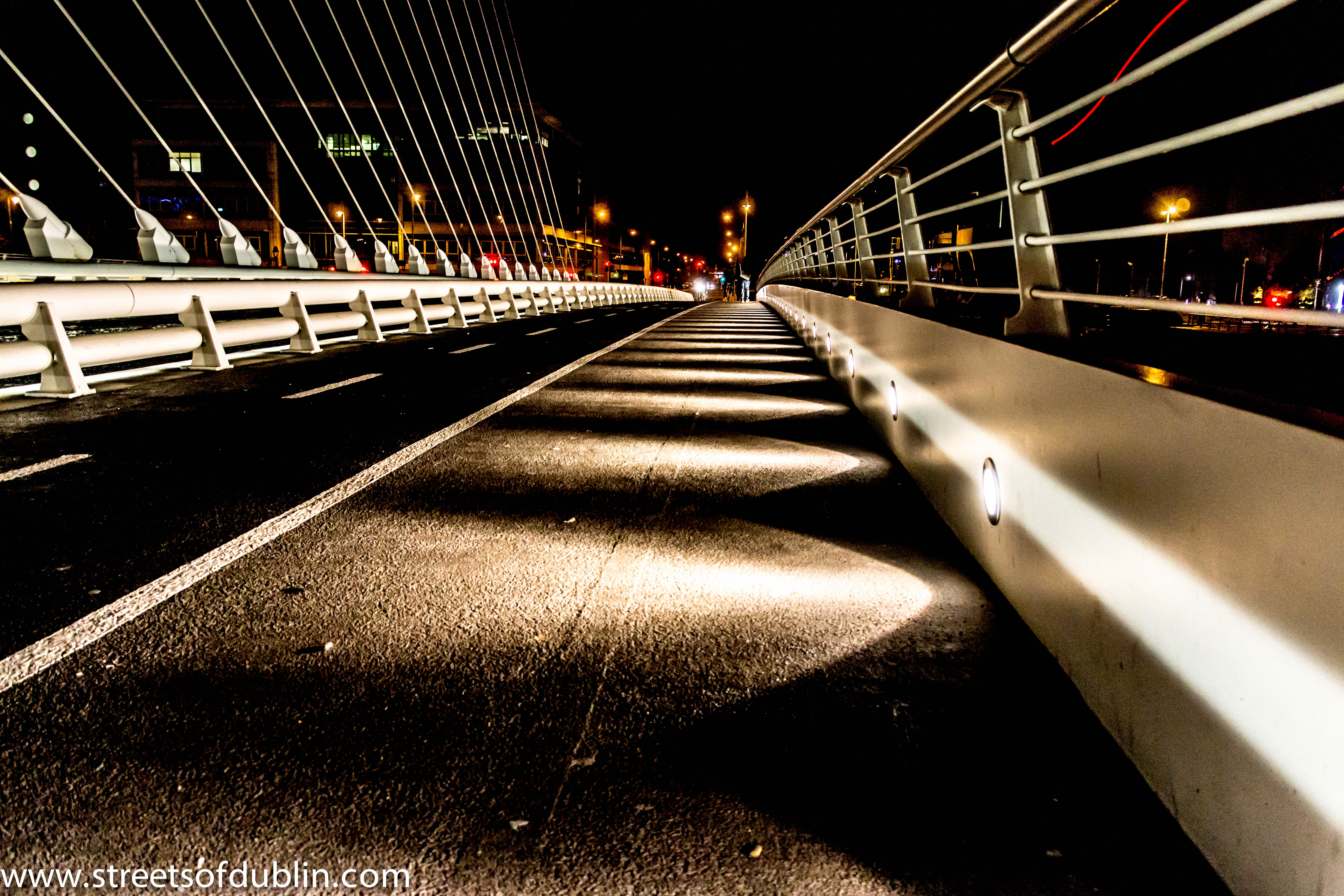
Міст вночі — велосипедна та пішохідна смуги (грудень 2012)
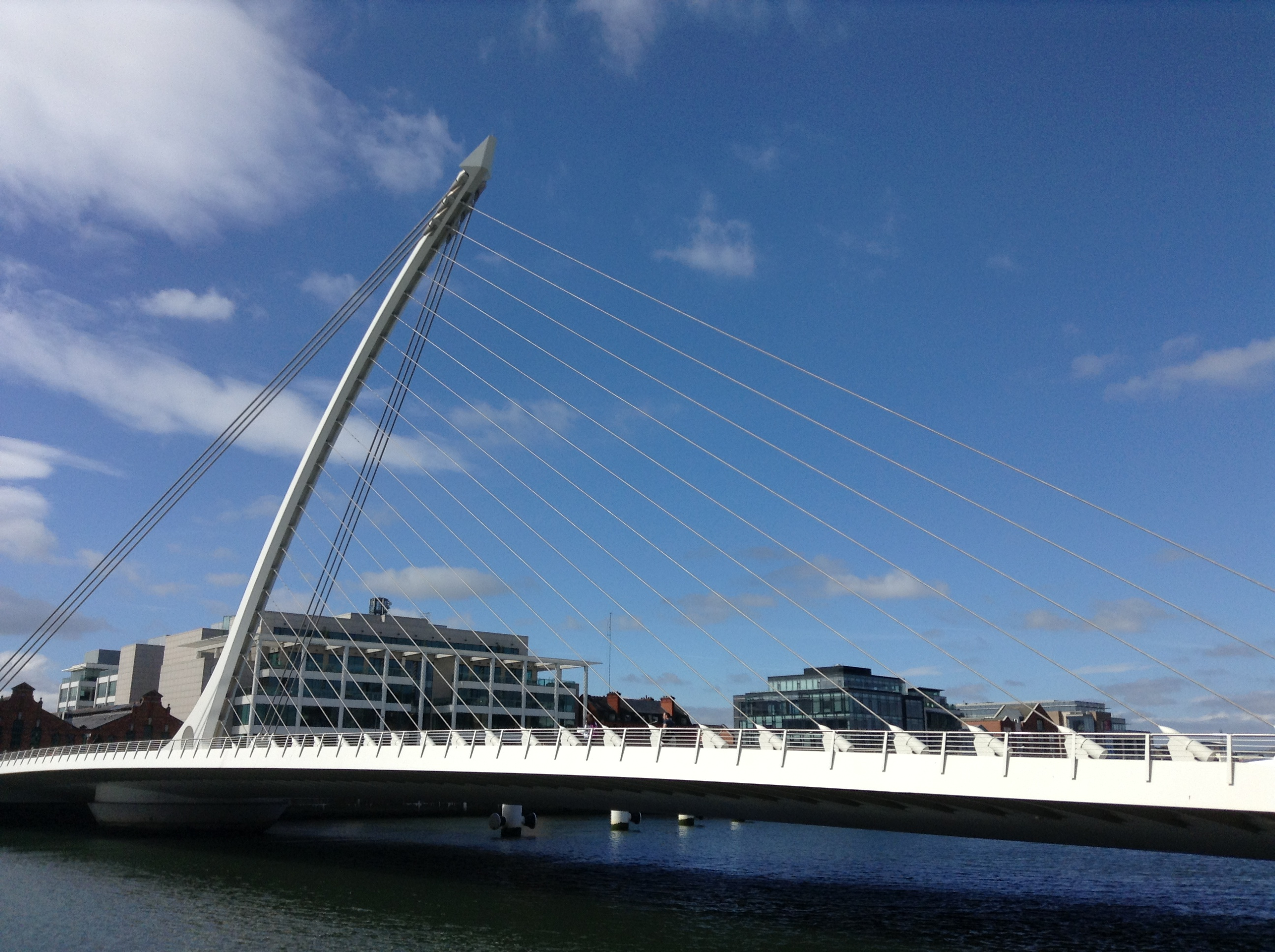
Сучасний стан мосту (травень 2013)